# Hirsebrei

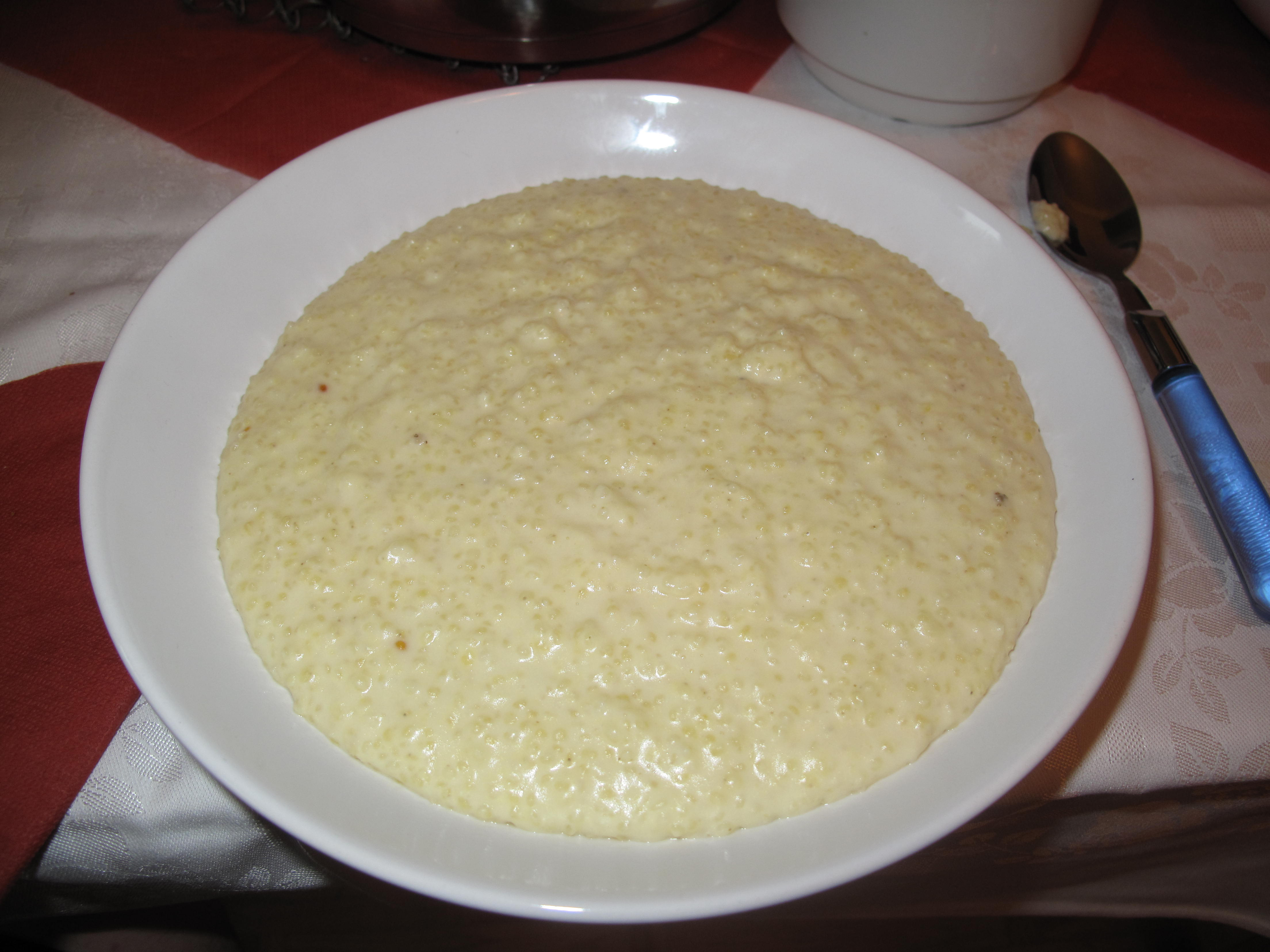
Hirsebrei

Hirsebrei ist ein aus Hirse mit Wasser oder Milch gekochter Brei. Er kann mit Gemüse oder mit Obst und Nüssen serviert werden. Der Anbau und die Verwendung von Hirse ging in Deutschland mit der Einführung der Kartoffel und mit neuen Ernährungsgewohnheiten wie der Brotkultur zurück.